# Lukas Spendlhofer
Lukas Spendlhofer (* 2. Juni 1993 in Wien) ist ein österreichischer Fußballspieler.

## Karriere

### Verein
Spendlhofer begann seine Karriere beim SVSF Pottschach in Niederösterreich und wechselte 2005 zum 1. Wiener Neustädter SC. Ab 2007 spielte er in der Fußballakademie St. Pölten und ging im Jänner 2011 zum italienischen Klub Inter Mailand, bei dem er zunächst in der Primavera-Mannschaft eingesetzt wurde. Mit dieser gewann er im Jahr 2011 als Ersatzspieler den Torneo di Viareggio sowie als Stammspieler die NextGen Series und die italienische Nachwuchsmeisterschaft im Jahr 2012.
Nachdem sich Inter und Spendlhofer im Sommer 2012 zunächst auf keinen neuen Vertrag geeinigt hatten, wurde der Verteidiger vom Spielbetrieb ausgeschlossen. Dennoch ließ Inter Spendlhofer, der im Dezember 2012 an einem Probetraining bei Eintracht Braunschweig teilnahm, nicht ziehen, während der Spieler selbst nicht an einem Leihgeschäft interessiert war. Erst im März 2013 lief er wieder für Inters Primavera auf. Dennoch gab er am 12. Mai 2013 sein Debüt in Inters erster Mannschaft: Er wurde in einem Ligaspiel gegen CFC Genua nach 77 Minuten für Andrea Ranocchia eingewechselt. Etwa einen Monat später verlängerte er seinen Vertrag bis Juni 2016.
Zur Saison 2013/14 wurde Spendlhofer an das Serie-B-Team AS Varese 1910 ausgeliehen. Zur Saison 2014/15 wurde er an den SK Sturm Graz verliehen und im Mai 2015 fest verpflichtet. Die Laufzeit seines ersten Vertrags betrug drei Jahre mit der Option auf ein weiteres Jahr. Kurz vor Ende der Vertragslaufzeit zogen die Steirer die Option und banden den gebürtigen Niederösterreicher um ein weiteres Jahr bis Sommer 2019. Nachdem im November 2018 erstmals über einen möglichen Wechsel Spendlhofers in die Major League Soccer zum Toronto FC berichtet wurde, umwarben den Innenverteidiger in weiterer Folge auch einige deutsche Zweitligisten wie der FC St. Pauli, Dynamo Dresden oder der SC Paderborn. Ende April 2019 wurde sein auslaufender Vertrag bei den Grazern bis Sommer 2022 verlängert.
Nach insgesamt 160 Bundesligaeinsätzen wurde der zeitweise als Ersatzkapitän fungierende Spendlhofer zum Ende der Saison 2019/20 aussortiert und spielte keine Rolle mehr bei den Grazern. Daraufhin wurde im September 2020 ein Wechsel nach Griechenland von der AE Larisa, bei der er einen bis Juni 2023 laufenden Vertrag hätte erhalten sollen, bekanntgegeben. Kurz darauf wurde jedoch die entsprechende Meldung von der Website der Griechen genommen und Spendlhofer dementierte einen Wechsel via Instagram. Daraufhin wechselte er im Oktober 2020 wieder nach Italien zum Zweitligisten Ascoli Calcio. Für Ascoli kam er zu elf Einsätzen in der Serie B, ehe er im Februar 2021 an den israelischen Erstligisten FC Bnei Sachnin verliehen wurde. Bis zum Ende der Leihe kam er zu elf Einsätzen in der Ligat ha’Al.
Zur Saison 2021/22 kehrte er dann nach Ascoli zurück. Dort kam er jedoch nicht mehr zum Einsatz. Zur Saison 2022/23 wechselte er ein zweites Mal nach Israel, diesmal zu Maccabi Bnei Reina. Für Bnei Reina kam er zu 32 Einsätzen in der Ligat ha’Al. Nach einer Spielzeit verließ er das Team wieder. Im August 2023 wechselte er anschließend nach Polen zum Zweitligisten Bruk-Bet Termalica Nieciecza. Für Bruk-Bet absolvierte er 54 Spiele in der 1. Liga, mit dem Team stieg er 2025 in die Ekstraklasa auf.
Den Aufstieg machte er aber nicht mit, zur Saison 2025/26 kehrte Spendlhofer nach Österreich zurück und wechselte zu Bundesligist TSV Hartberg, bei dem er einen bis 2026 laufenden Vertrag erhielt.

### Nationalmannschaft
Spendlhofer spielte für verschiedene Nachwuchsmannschaften Österreichs bis zur U-21-Auswahl.

## Erfolge
Sturm Graz
- Österreichischer Cup-Sieger: 2018